# Giampaolo Fatale
Giampaolo Fatale (Rieti, 2 marzo 1940 – Terni, 24 aprile 2013) è stato un politico italiano.

## Biografia
Medico chirurgo e dirigente dell'ospedale ternano, iscritto nel PSI a Roma dal 1964 e poi esponente di spicco del Partito Socialista Italiano in Umbria, dal 1975 al 1980 fu assessore ai servizi sociali del Comune di Terni. Nel 1985 viene eletto in consiglio regionale dell'Umbria, poi è nominato assessore ai trasporti nella giunta guidata da Francesco Ghirelli. 
Nel dicembre 1986 è per alcune settimane deputato della IX legislatura sempre col Partito Socialista Italiano, subentrato al posto di Enrico Manca, si dimette nel gennaio 1987 per continuare l'attività di assessore regionale e venne sostituito dall'avvocato Andrea Manna. Prestò servizio da medico volontario nella Comunità Incontro di Don Pietro Gelmini ad Amelia. 
Muore all'età di 73 anni dopo una lunga malattia il 24 aprile 2013.